# Hola
Hola (lat. Cylindropuntia), biljni rod iz porodice kaktusovki. Rod se sastoji se od 35 vrsta sukulenata  raširenih od Sjedinjenih Drćžava na jug do Venezuele i Kolumbije. U Hrvatsku je uvezena vrsta poznata kao crjepasta hola (C. imbricata).

## Opis
Hola, (rod Cylindropuntia), od oko 35 vrsta kaktusa s cilindričnim zglobovima (porodica Cactaceae) porijeklom je iz Sjeverne i Južne Amerike i Kariba. Žive biljke služe kao hrana za pustinjsku stoku, a hola drvo, šuplji cilindar s pravilno raspoređenim rupama, koristi se za gorivo. Plodovi nekih hola su jestivi.
Hole se razlikuju po veličini, od niskih razgranatih kaktusa do malih stabala visokih oko 3 metra (10 stopa). Imaju male cvjetove, ponekad šartrez (žuto-zelena) boje (kao C. whipplei) i neugledne, ali češće upečatljivijih boja. Biljke imaju karakteristične glohidije (male čekinje s unatrag okrenutim bodljama u areolama) koje je teško ukloniti s ljudske kože. Spremno se razmnožavaju vegetativno, bodljikavi segmenti lako se odvajaju od matične biljke kada ih uznemire životinje ili jake oluje.
Najmanje dvije vrste - C. imbricata i “Whippleova hola” (C. whipplei) - otporne su na -18 °C (0 °F) ili niže. “Pustinjski božićni kaktus” ili tasajillo (C. leptocaulis) čuva svoje jarko crvene plodove tijekom zime. “Hola plišani medvjedić”, ili skačući hola (C. bigelovii), porijeklom je iz sjeverozapadnog Meksika i jugozapadnog Sjedinjenih Država, a ponekad se uzgaja kao pustinjski ukras zbog svojih upečatljivih zlatnih bodlji. Hole su prije bili svrstani u rod opuncija (Opuntia).

## Vrste
1. Cylindropuntia abyssi (Hester) Backeb.
2. Cylindropuntia acanthocarpa (Engelm. & J.M.Bigelow) F.M.Knuth
3. Cylindropuntia alcahes (F.A.C.Weber) F.M.Knuth
4. Cylindropuntia anteojoensis (Pinkava) E.F.Anderson
5. Cylindropuntia arbuscula (Engelm.) F.M.Knuth
6. Cylindropuntia bernardina (Engelm. ex Parish) M.A.Baker, Cloud-H. & Rebman
7. Cylindropuntia bigelowii (Engelm.) F.M.Knuth
8. Cylindropuntia californica (Torr. & A.Gray) F.M.Knuth
9. Cylindropuntia caribaea (Britton & Rose) F.M.Knuth
10. Cylindropuntia cedrosensis Rebman
11. Cylindropuntia cholla (F.A.C.Weber) F.M.Knuth
12. Cylindropuntia chuckwallensis M.A.Baker & Cloud-H.
13. Cylindropuntia davisii (Engelm. & J.M.Bigelow) F.M.Knuth
14. Cylindropuntia echinocarpa (Engelm. & J.M.Bigelow) F.M.Knuth
15. Cylindropuntia fulgida (Engelm.) F.M.Knuth
16. Cylindropuntia ganderi (C.B.Wolf) Rebman
17. Cylindropuntia hystrix (Griseb.) Areces
18. Cylindropuntia imbricata (Haw.) F.M.Knuth
19. Cylindropuntia kleiniae (DC.) F.M.Knuth
20. Cylindropuntia leptocaulis (DC.) F.M.Knuth
21. Cylindropuntia libertadensis Rebman
22. Cylindropuntia lindsayi (Rebman) Rebman
23. Cylindropuntia molesta (Brandegee) F.M.Knuth
24. Cylindropuntia munzii (C.B.Wolf) Backeb.
25. Cylindropuntia perrita (Griffiths) Majure
26. Cylindropuntia prolifera (Engelm.) F.M.Knuth
27. Cylindropuntia ramosissima (Engelm.) F.M.Knuth
28. Cylindropuntia sanfelipensis (Rebman) Rebman
29. Cylindropuntia santamaria (E.M.Baxter) Rebman
30. Cylindropuntia tesajo (Engelm. ex J.M.Coult.) F.M.Knuth
31. Cylindropuntia thurberi (Engelm.) F.M.Knuth
32. Cylindropuntia tunicata (Lehm.) F.M.Knuth
33. Cylindropuntia waltoniorum Rebman
34. Cylindropuntia whipplei (Engelm. & J.M.Bigelow) F.M.Knuth (Peebles) M.A.Baker
35. Cylindropuntia wolfii (L.D.Benson) M.A.Baker
36. Cylindropuntia ×antoniae P.V.Heath
37. Cylindropuntia ×campii (M.A.Baker & Pinkava) M.A.Baker & Pinkava
38. Cylindropuntia ×cardenche (Griffiths) F.M.Knuth
39. Cylindropuntia ×congesta (Griffiths) F.M.Knuth
40. Cylindropuntia ×deserta (Griffiths) Pinkava
41. Cylindropuntia ×fosbergii (C.B.Wolf) Rebman, M.A.Baker & Pinkava
42. Cylindropuntia ×grantiorum P.V.Heath
43. Cylindropuntia ×kelvinensis (V.E.Grant & K.A.Grant) P.V.Heath
44. Cylindropuntia ×multigeniculata (Clokey) Backeb.
45. Cylindropuntia ×neoarbuscula (Griffiths) F.M.Knuth
46. Cylindropuntia ×tetracantha (Toumey) F.M.Knuth
47. Cylindropuntia ×viridiflora (Britton & Rose) F.M.Knuth
48. Cylindropuntia ×vivipara (Rose) F.M.Knuth